# Leucanopsis coniota
Leucanopsis coniota là một loài bướm đêm thuộc phân họ Arctiinae, họ Erebidae.